# Mantella viridis
La mantella verde (Mantella viridis Pintak & Böhme, 1988) è una specie di anfibi della famiglia Mantellidae, endemica del Madagascar.

## Descrizione
È un anuro di piccole dimensioni, lungo dai 2 ai 3 cm. È di colore giallo o verde chiaro sul dorso e la testa, nero sui fianchi ed ha una stria bianca lungo il labbro superiore.

## Biologia
È interamente terrestre, è attiva solo durante il giorno e si nutre di insetti e altri invertebrati. 

### Riproduzione
Nel periodo dell'accoppiamento, che ha luogo durante la stagione delle piogge, il richiamo del maschio, costituito da una breve serie di "doppi clic" , attrae la femmina in prossimità dell'acqua, vicino alla quale vengono deposte le uova, in ammassi gelatinosi.

## Distribuzione
Questa specie è diffusa nel Madagascar settentrionale. Ha un areale molto frammentato costituito da zone di foresta pluviale anche degradata, da 0 a 950 m s.l.m. È presente anche sull'isola di Nosy Hara.

## Conservazione
È una specie considerata a rischio di estinzione a causa della distruzione delle foreste in cui vive.